# ISO 3166-2:KM
Kódy ISO 3166-2 pro Komory identifikují 3 ostrovy. První část (KM) je mezinárodní kód pro Komory, druhá část sestává z jednoho velkého písmene identifikujícího ostrov.

## Seznam kódů
| Kód  | Ostrov   |
| ---- | -------- |
| KM-A | Nzwani   |
| KM-G | Ngazidja |
| KM-M | Mohéli   |